# مكتب الولايات المتحدة للمرأة
مكتب الولايات المتحدة للمرأة هو وكالة تابعة لحكومة الولايات المتحدة في وزارة العمل. ويعمل مكتب المرأة لخلق التكافؤ في القوى العاملة من النساء عن طريق إجراء البحوث المتطورة وتحليل السياسات، ولتوعية وتشجيع تغيير السياسات، وزيادة الوعي العام والتعليم. ويتم تعيين المدير من قبل الرئيس، ويؤكد من قبل مجلس الشيوخ. ويدعم أنه أو أنها من الموظفين في المكتب الوطني، فضلا عن المكاتب الإقليمية الأحد عشر.

## التاريخ
كان السلف في مكتب شؤون المرأة في خدمة الصناعة وتم إنشاءه في 1 يوليو 1918 للخدمة وتوظيف النساء في وقت الحرب. وكانت هذه هي المرة الأولى التي درست بها الحكومة توظيف المرأة. انشأ الكونغرس مكتب للمرأة في 5 حزيران 1920، وقبل ذلك بشهرين حصل النساء على الحق في التصويت، واستمرت مسؤوليتها في تنفيذ القانون العام 66-259. 29 جامعة جنوب كاليفورنيا 11-29,16 (1920).)
ويمكنهم التشريع من وضع سياسات ومعايير لتعزيز رفاهية المرأة العاملة بأجر، وتحسين ظروف عملها وزيادة كفاءتها، وزيادة فرصتها للعمل المربح. لم يحدث ذلك حتى تعاون البنك الدولي مع جامعة المستهلكين الوطنية والاتحاد النسوي للتربية والصناعة وبعد ماقام المكتب بالبحث بفعالية ومناصرة العاملات.

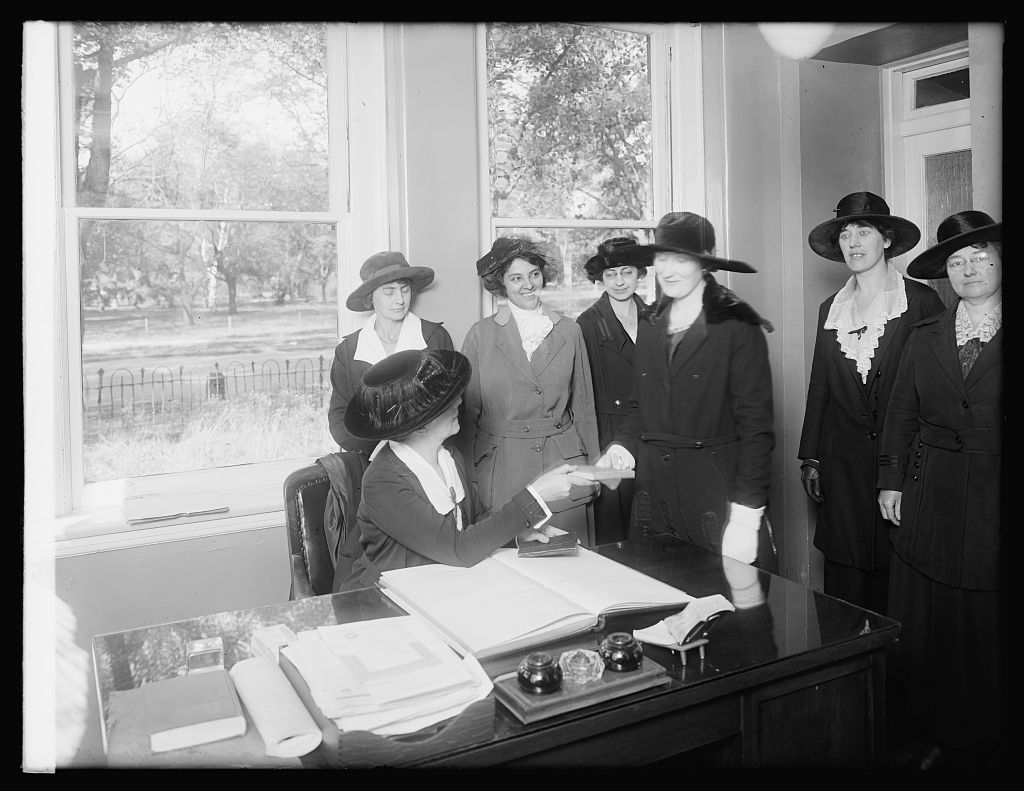
مكتب المرأة في عام 1920

## الجدول الزمني
في عام 1920 وفي الثلاثينيات ركز مكتب المرأة على شروط عمل المرأة في المصانع بما في ذلك التصنيع والعمالة المنزلية وصناعة الملابس. وكان 21٪ من الأمريكيين الذين يعملون في ذلك الوقت هم من النساء الذين عملوا لساعات طويلة بأجور قليلة. وفي عام 1922، بدأ مكتب المرأة بالتحقيق في الظروف التي تواجه «النساء الزنوج في الصناعة» من خلال التركيز على الأقليات، ماري أندرسون، المدير الأول للمكتب، وكان قادرا على الحصول على التشريعات الاجتماعية العادلة التي مرت على النساء منذ أن تجاهلت الإدارة إلى حد كبير هذه المجموعات. ويدعو مكتب المرأة بنجاح لإشراك المرأة في ظل قانون معايير العمل العادلة لعام 1938 والتي للمرة الأولى تحدد الحد الأدنى للأجور وساعات العمل القصوى.
كما تمت تجنيد عدد كبير من الأمريكيين لدخول الحرب العالمية الثانية، وبدأت العديد من النساء العاملات بالعمل في أدوار غير تقليدية كما هو الحال في مصانع الطائرات، السفن، وشركات التصنيع. دفعت هذه الوظائف أيضا أكثر من عمل المرأة التقليدية. وتحول تركيز المكتب في هذا الوقت لتحقيق المزيد من التدريب على المهارات وفرص العمل على نطاق أوسع، وارتفاع الأجور وتحسين ظروف العمل للقوى العاملة النسائية الجديدة. وكان مكتب المرأة وكالة موقرة عام 1942 وكانت محافظة باستمرار وفي كثير من الأحيان تكرر الأفكار النمطية عن نقاط القوة والضعف للمرأة. ومع ذلك، فإن سجلات المكتب خلال الحرب العالمية الثانية تحتوي على ثروة من البيانات والمعلومات عن المرأة مع التركيز على ظروف النساء العاملات،
وغالبا ما تهمل النساء من الطبقة المتوسطة الدعم المستمر للتشريع الخاص لعمل المرأة. وفي عام 1940 وفي الخمسينات حول مكتب المرأة اهتمامه في توقعات توظيف المرأة وفرصة التغير في فترة مابعد الحرب.و بعد عام 1942 تأمّل مسؤولو المكتب أن يكون له جمهور في الحكومة الاتحادية، وأن يلعب دورا كبيرا في توفير فرص العمل. وهذا الأمل لم يأتي ثماره وتوجهت لجنة القوى العاملة لتوفير فرص العمل. ورفضت اللجنة التي يقودها بول فكرة وجود أي امرأة في لجنته الاستشارية للعمل وبدلا من ذلك خلق لجنة استشارية للمرأة. ومع ذلك، في كثير من الأحيان تجاهل كل من المكتب وتقديم المشورة للجنة الاستشارية بشأن توظيف وفي عام 1950 وفي الستينات وضع مكتب المرأة سياسات وبرامج لزيادة الخريجات من النساء ولعب مكتب المرأة دورا أساسيا في تمرير قانون المساواة في الأجور لعام 1963، الذي عدل قانون معايير العمل المنصف. وإزالته بشكل فعال للقدرة على دفع رواتب الموظفين بشكل مختلف الذي يعتمد على الجنس.وأقر جون كينيدي القانون في 10 يونيو 1963.
ومع ذلك، وخلال هذا الوقت، كان المكتب معارضا لتعديل الحقوق المتساوية الذي قدمه حزب وطني للمرأة في عام 1923 حتى تولى كينيدي المكتب في عام 1961.
ويعزى ذلك إلى التزام مكتب المرأة في الحفاظ على تشريعات العمل لحماية النساء. وكان بحاجة إلى التعرف على الدائرة السياسية خلال حملة كينيدي. ولكن بدلا من دعم تعديل الحقوق المتساوية خلال فترة رئاسته أنشأ لجنة رئاسية لوضع المرأة. وترأس اللجنة استير بيترسون مدير مكتب شؤون المرأة وعهد الخصم. وذكرت اللجنة بأنه لا لزوم بعودته لتعديل الحقوق المتساوية والإصلاح. وبعد صدور قانون 1973 الشامل للتوظيف والتدريب المصمم لتدريب العاملين وتوفير وظائف الخدمة العامة لهم، بدأ مكتب تطوير برامج للحصول على أموال التي ركزت على خدمات المشورة والإحالة الخاصة والنساء في وظائف غير تقليدية، قبل التلمذة الصناعية التدريب والتطوير الوظيفي. تم تصميم العديد من هذه البرامج الجديدة أيضا لمساعدة النساء ذوات الدخل المنخفض. وكان للمكتب أيضا دورا في تطبيق قانون التمييز في فترة الحمل لسنة 1978.
بدأ مكتب مركز الرعاية النهارية في الموقع عام 1960. وأدى ذلك إلى إطلاق المكتب مبادرة كبرى لتشجيع رعاية الأطفال برعاية صاحب العمل في عام 1982
وكانت نتيجة هذه المبادرة إنشاء عمل الوسائط المتعددة وتبادل معلومات الأسرة في عام 1989، وقانون الأسرة والإجازة الطبية لعام 1993، أن تكليف أرباب العمل لتوفير الموظفين محمي العمل وإجازة غير مدفوعة الأجر لأسباب طبية والأسرة المؤهلين. ركز المكتب على الأعمال غير التقليدية للنساء في 1990، بما في ذلك التلمذة الحرفية والعاملين في المنازل. وفي عام 1996، نشر مكتب المرأة ورقة الحقائق حول الآثار في أماكن العمل من العنف المنزلي. وتعاون مكتب المرأة في عام 2014 مع البيت الأبيض ومركز التقدم الأمريكي لقمة البيت الأبيض حول الأسر العاملة وعقد الشركات والاقتصاديين والقيادات العمالية والمشرعين والدعاة، ووسائل الإعلام مناقشة القضايا التي تواجه أطياف الأسر العاملة، بما في ذلك المرونة في مكان العمل، والأجر المتساوي والتمييز في مكان العمل واستبقاء العاملين والترويج ورعاية الأطفال / التعليم في مرحلة الطفولة المبكرة.

## الوضع الحالي
يساعد مكتب المرأة حالياً النساء العاملات بمجموعة متنوعة من الطرق للمضي قدما وتحسين القدرة على كسب المرأة من خلال الفرص المتاحة لإعدادها وتدريبها وفي النمو وفي مهن الطلب والدعوة إلى أجور عادلة ومتساوية.
كما أنها تعزز وتطور السياسات في أماكن العمل التي تعكس سوق العمل في القرن الواحد والعشرين للنساء العاملات والأسر.

## إدارة مكتب المرأة
- ماري أندرسون، خدم 1920-1944
- فريدا S. ميلر، عمل 1944 - 1953
- أليس ك ليوبولد، عمل 1953 - 1961
- استير بيترسون، عمل 1961 - 1964
- ماري دبلن عمل 1964 - 1969
- اليزابيث دنكان كونتز، عمل 1969 - 1973
- كارمن روزا ميامي عملت 1973 - 1977
- الكسيس م هيرمان، عمل 1977 - 1981
- ينورا كول الكسندر، عمل 1981 - 1986
- شيرلي م دينيس، عمل 1986 - 1988
- جيل هوتون ايمري (فيليبس)، خدم 1988-1989
- إلسي فارتانيان، عمل 1991 - 1993
- كارين نوسباوم، عمل 1993 - 1996
- إيراسيما ت.جارزا، 1999-2000
- شينا تشون، 2001-2009
- سارة مانزانو دياز، 2010-2012
- لطيفة لايلس، 2012-2017
- باتريشيا جي جرين، 2017-2018
- لوري تود- سميث، 2019-2021
- ويندي تشون هون، 2021 - حتى الآن